# Пенка Методиева
Пенка Методиева е българска баскетболистка.
Родена е на 12 октомври 1950 година в Перник. Тренира в баскетболния отбор на „Миньор - Перник“ и участва в националния отбор. С него печели бронзов медал на Олимпиадата в Монреал (1976) и сребърен медал на Олимпиадата в Москва (1980).